# Чешские королевские регалии
 Национальный памятник культуры Чешской Республики (регистрационный номер 102 NP от  1962 года)

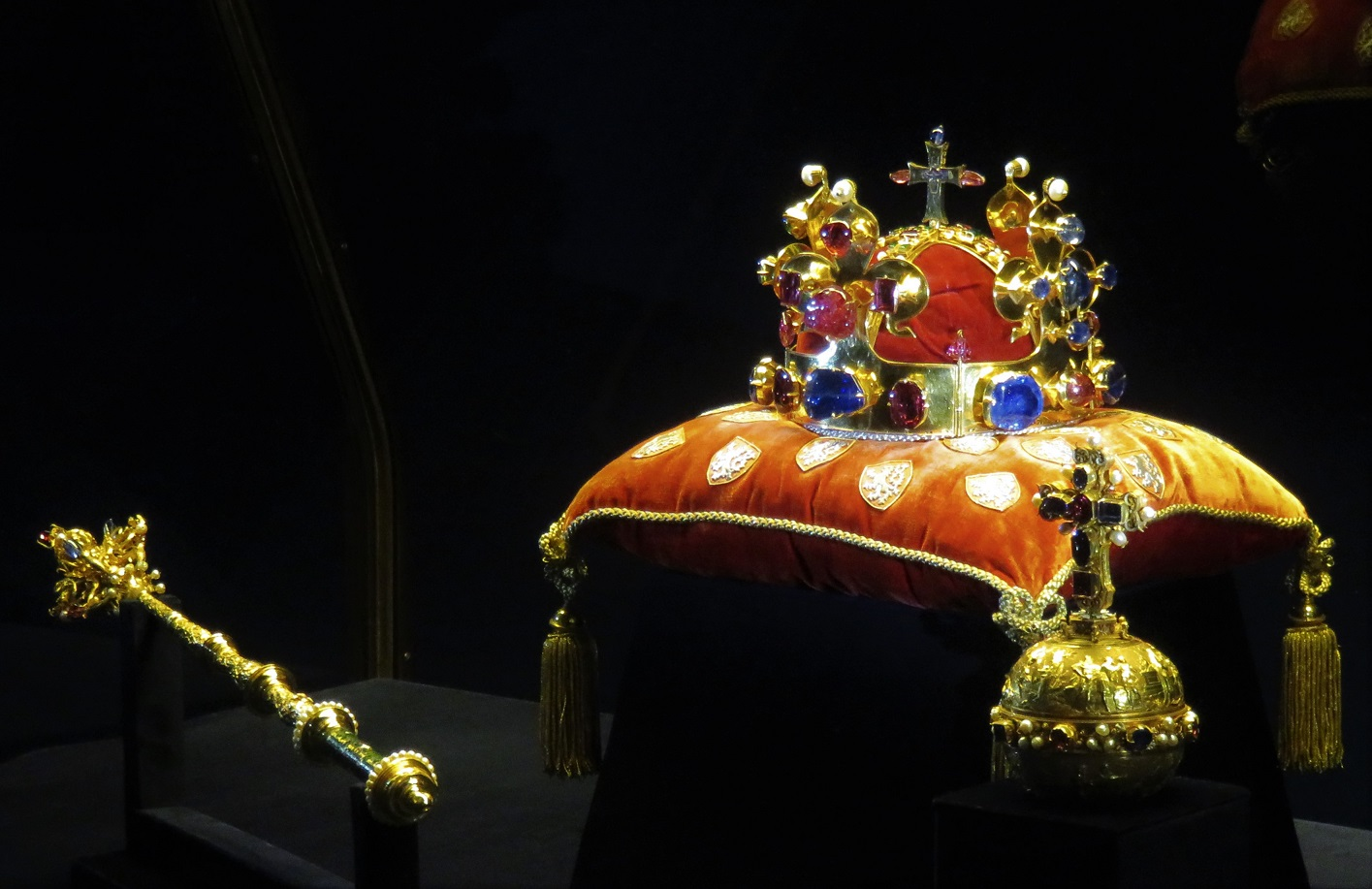
Чешские королевские регалии

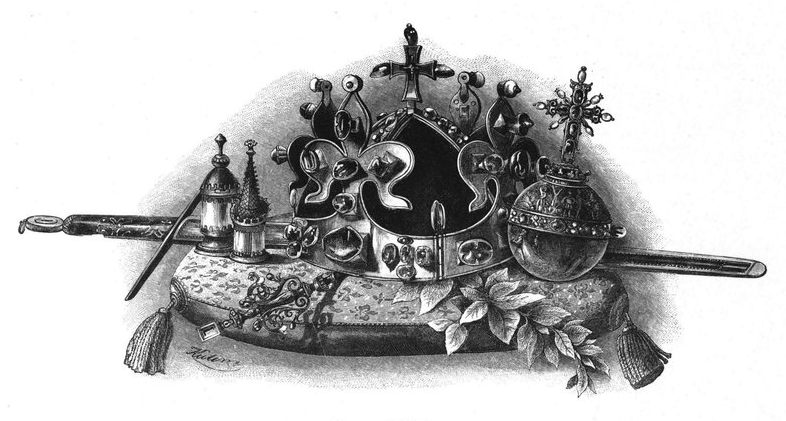
Чешские королевские регалии. Изображение XIX века

Чешские королевские регалии (чеш. České korunovační klenoty) — коронационные инсигнии королей Чехии. В состав регалий входит корона Святого Вацлава, королевский скипетр и королевская держава, а также золотой коронационный  крест и церемониальный меч Святого Вацлава. Корона была изготовлена в 1345—1346 годах к коронации Карла Люксембургского королём Чехии, что делает её четвёртой старейшей короной в Европе, другие королевские регалии были изготовлены позже. В 1962 году чешские королевские регалии были объявлены национальным памятником культуры. Регалии хранятся в Коронной коморе собора Святого Вита, Вацлава и Войтеха в Пражском граде.

## Корона Святого Вацлава

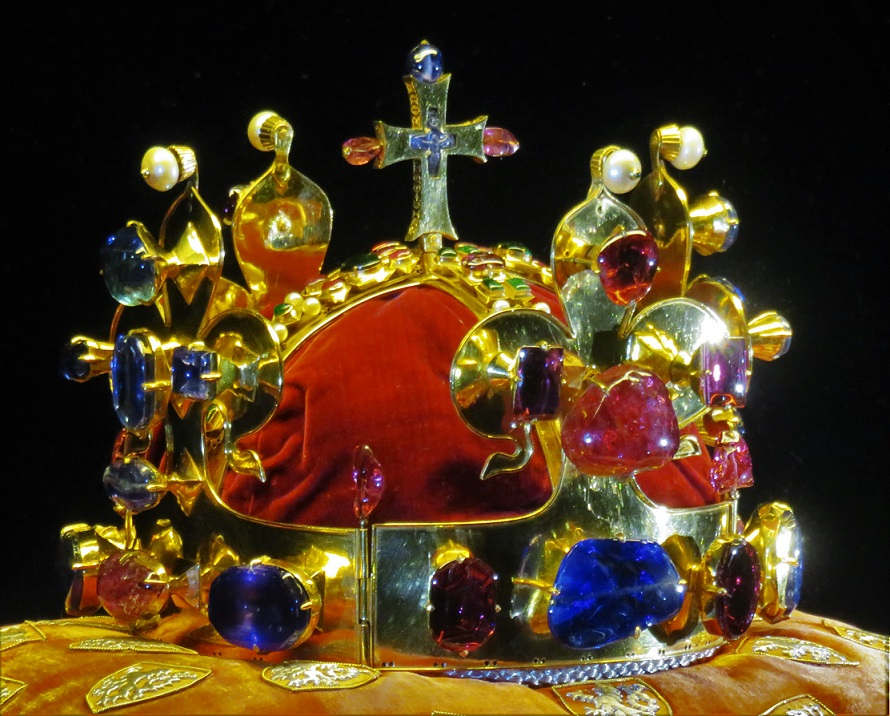
Корона Святого Вацлава

Корона Святого Вацлава сделана из золота (21-22 карата) и украшена драгоценными камнями и жемчугом. Корона является самой древней частью Чешских королевских регалий. Вес короны — почти два с половиной килограмма, и, включая крест, она достигает высоты 19 сантиметров. Аналогичен и её диаметр — 19 см. Каждая из четырёх полудуг по 14,5 см.
Корона была изготовлена в 1347 году для коронации Карла Люксембургского королём Чехии, которую он сразу же посвятил главному святому патрону страны — Святому Вацлаву и завещал её как королевскую корону для коронации будущих чешских королей, его наследников на чешском троне. Однако, возможно до конца своих дней (1378) Карл IV непрерывно изменял корону, устанавливая в неё дополнительные редкие драгоценные камни, которые специально для этого приобретал. Таким образом корона дошла до наших дней в своей неповторимой форме.
По форме эта корона связана с предыдущей короной династии чешских королей Пржемысловичей и французской королевской династией Валуа. Корона состоит по периметру из объединенных воедино четырёх секций, каждая из которых представляет собой большую геральдическую лилию. Секция связаны наверху четырьмя полудугами, на соединении которых установлен крест, содержащий гравировку по сапфиру с изображением распятия Христа. Корона украшена драгоценными камнями: 19 сапфирами, 44 шпинелями, 1 рубеллитом, 30 изумрудами и 20 жемчужинами.

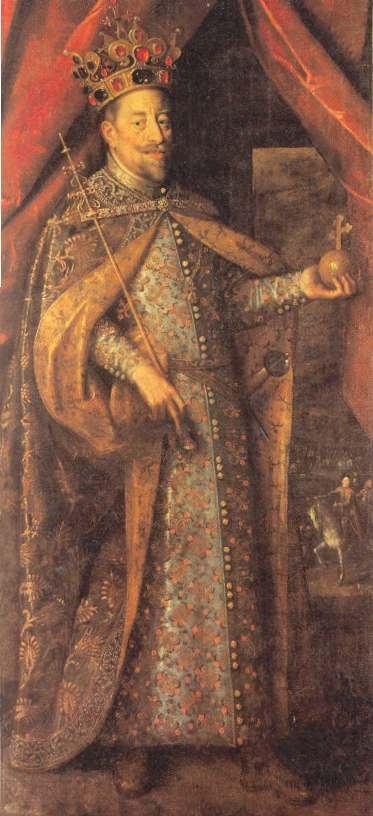
Портрет императора Священной Римской империи, короля Чехии и Венгрии Матиаса II в короне Св. Вацлава

По распоряжению Карла IV корона Св. Вацлава должна была постоянно хранится в соборе Св. Вита в Праге, но уже его преемник, Вацлав IV, в начале XV столетия, переместил королевские регалии в замок Карлштейн, где они хранились в сейфе в сохранности во время смутных врёмен междоусобной борьбы за власть. С тех пор месторасположение королевских регалий менялось много раз, обычно в моменты политических волнений, когда велась борьба за чешский трон или когда была опасность войны. Бурное XVII столетие предопределило драматическую судьбу для королевских регалий. Их несколько раз прятали, на некоторое время корона Св. Вацлава и другие регалии были возвращены на хранение в собор Св. Вита, затем в ратушу Старого города. Пришедшая к власти в Чехии династия Габсбургов определила более постоянное место королевских регалий в Вене, где они оставались до конца XVIII века.
Но всегда, где бы королевские регалии ни находились, в замке Карлштейн или в Вене, во время коронации нового чешского монарха, они доставлялись в Прагу.
Золотая королевская держава и королевский скипетр являются неотъемлемой частью королевских регалий, хотя и были изготовлены гораздо позже, чем корона Св. Вацлава, которая играет доминирующую роль среди всего набора. В отличие от державы и скипетра корона Св. Вацлава привлекает всеобщее внимание как своей историей, так и окутывающими её легендами. По одной из легенд, тот, кто наденет корону Св. Вацлава или даже просто примерит её, не имея на то никаких прав, будет проклят и вскорости умрёт. Рассказывают, что проклятие чешских королей настигло нацистского имперского протектора оккупированной немцами Богемии Рейнхарда Гейдриха, ссылаясь на то, что якобы в 1942 году он из тщеславия примерил корону и через несколько дней был убит чешскими патриотами.

## Королевская держава

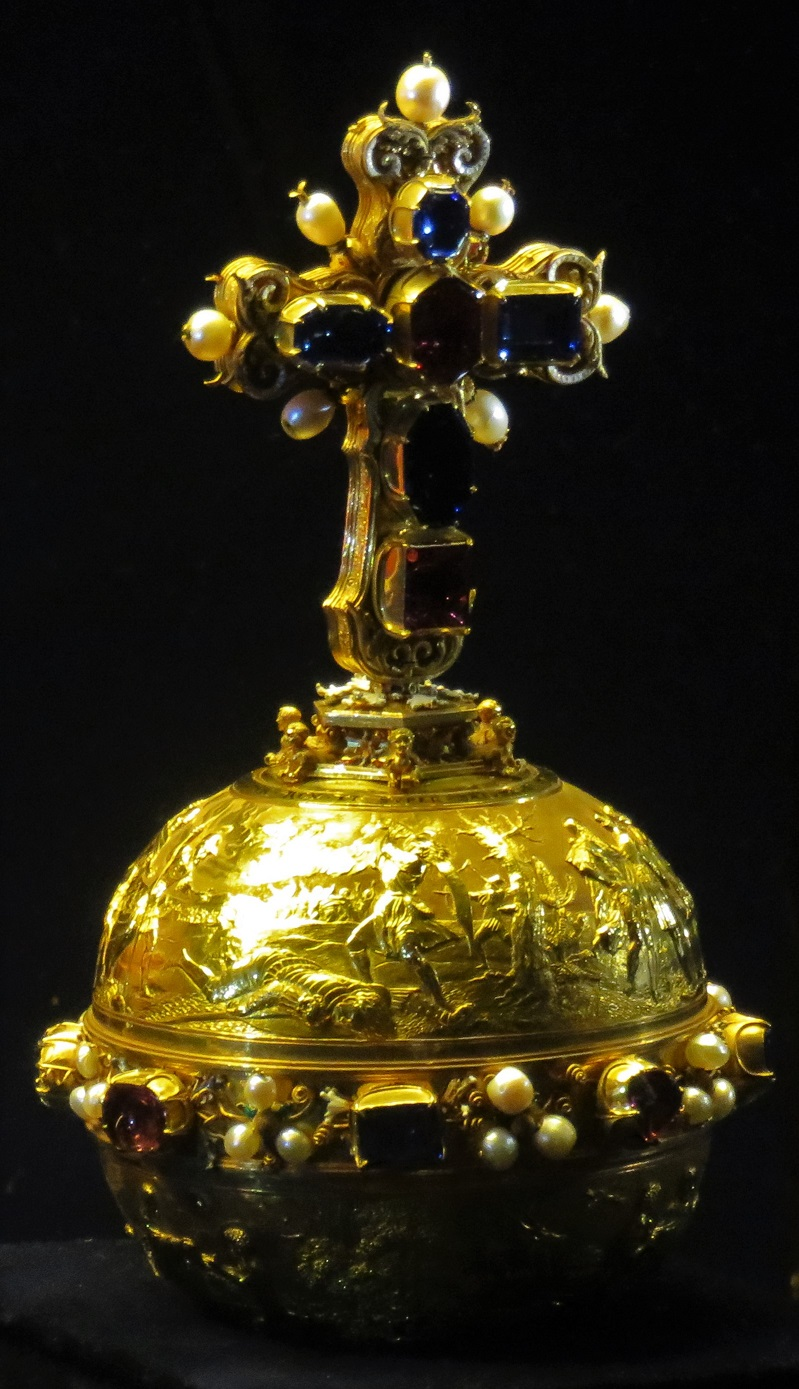
Королевская держава

Королевская держава изготовлена из золота 750 пробы (18 карат) и весит 780 грамм, имеет в диаметре 22 см. Держава состоит из двух сглаженных полушарий, связанных декоративной полосой и увенчанных довольно большим крестом. В задней части креста есть надпись на латыни: «DOMINE IN VIRTUTE TUA LETABITUR REX ET SUPER SALUTARE TUAM EXULTABIT». Богато украшенная драгоценными камнями и жемчугом держава несёт на себе высокохудожественные элементы: в основе креста небольшие фигуры шести сфинксов формируют очаровательную деталь; золото, красная шпинель и синие сапфиры в некоторых местах подчёркнуты красочной эмалью. На поверхности обоих полушарий вырезаны сцены, тематически соединённые с процедурой коронации: на верхнем полушарии изображены сцены, иллюстрирующие историю библейского царя Давида — его помазания на царствование и борьба между Давидом и Голиафом; на нижнем полушарии сцены из жизни Адама — стоящего Адама на коленях перед Создателем, ведомого в сады Рая, и Создателя, предупреждающего Адама и Еву о древе знания. Чешская королевская держава из-за своего художественного оформления уникальна в своём роде.

## Королевский скипетр

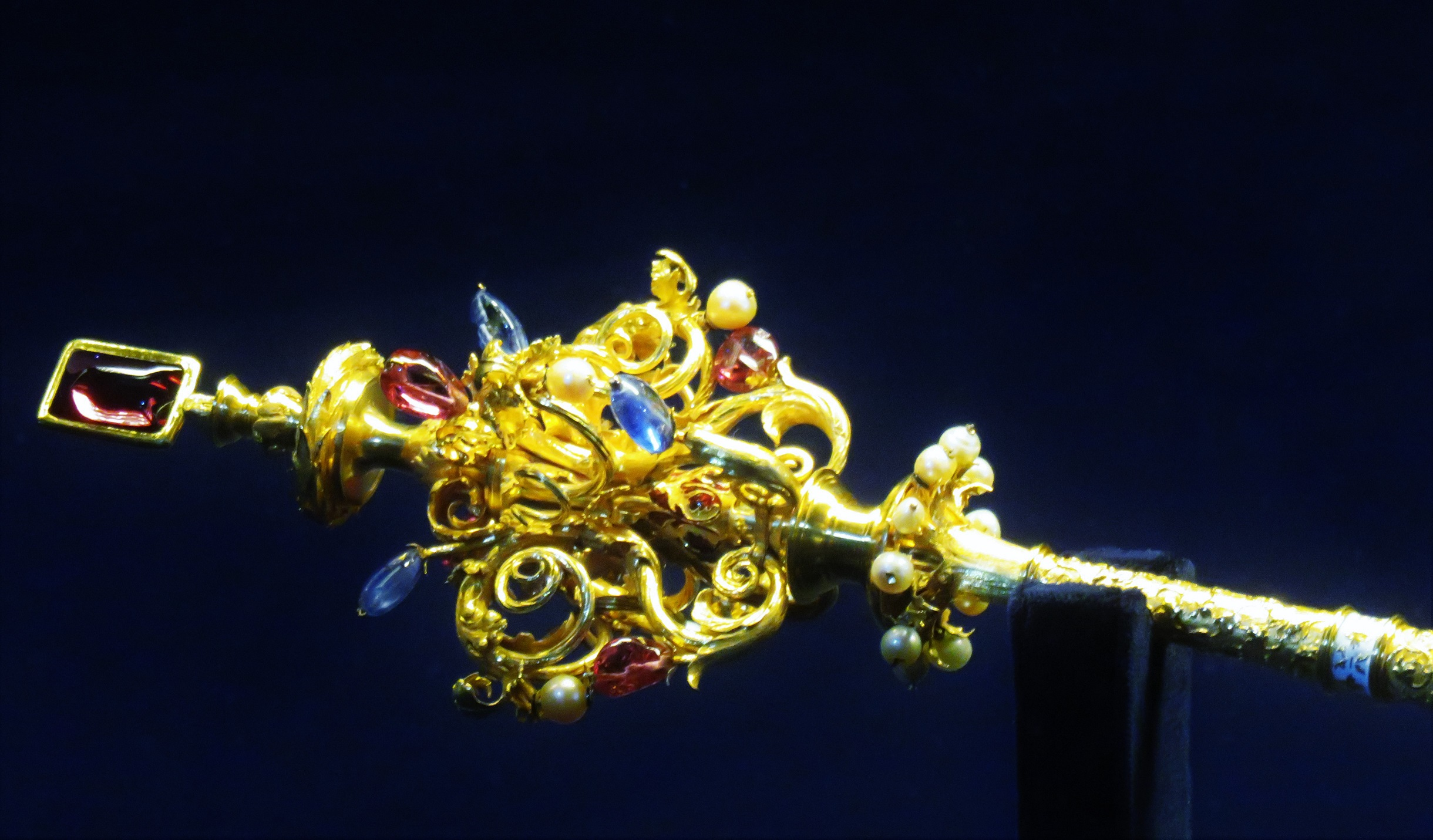
Навершие скипетра

Королевский скипетр, как и держава, выполнен из чистого золота. Его длина составляет 67 см, вес — 1013 граммов. Украшен четырьмя сапфирами, пятью шпинелями и шестьюдесятью двумя жемчужинами. Скипетр состоит из нескольких по-разному оформленных частей, связанных между собой кольцами, и украшенной рядом жемчуга ручки. Вся поверхность скипетра охвачена высокохудожественной гравировкой, доминирующим изображением которой являются усики виноградной лозы, листья и цветы. Некоторые части покрыты цветной эмалью. Верхушка скипетра оформлена в виде своего рода цветка, состоящего из S-образных фигур со стеблями и акантами, из которых драгоценные камни и жемчуг как бы вырастают.
В отличие от короны Св. Вацлава, держава и скипетр были изготовлены в первой половине XVI века, вероятнее всего для Фердинанда I, который был коронован королём Богемии в 1527, римским королём в 1531 и императором Священной Римской империи в 1556 годах.